# ロブ・ハルフォード
ロバート・ジョン・アーサー・ハルフォード（Robert John Arthur Halford、1951年8月25日 - ）は、イングランド出身のロックシンガー、ロックミュージシャン。身長180cm。
ヘヴィメタル・バンド「ジューダス・プリースト」のリードシンガーとして知られ、「メタル・ゴッド」という愛称でリスペクトされている。
ロック界においてはハイトーンヴォーカルの先駆的存在であり、その声域は4オクターブ以上と言われている。ジャニス・ジョプリン、ロバート・プラントからの影響を公言している。スクリーミングに関しては二人の影響が大きいという。

## 来歴

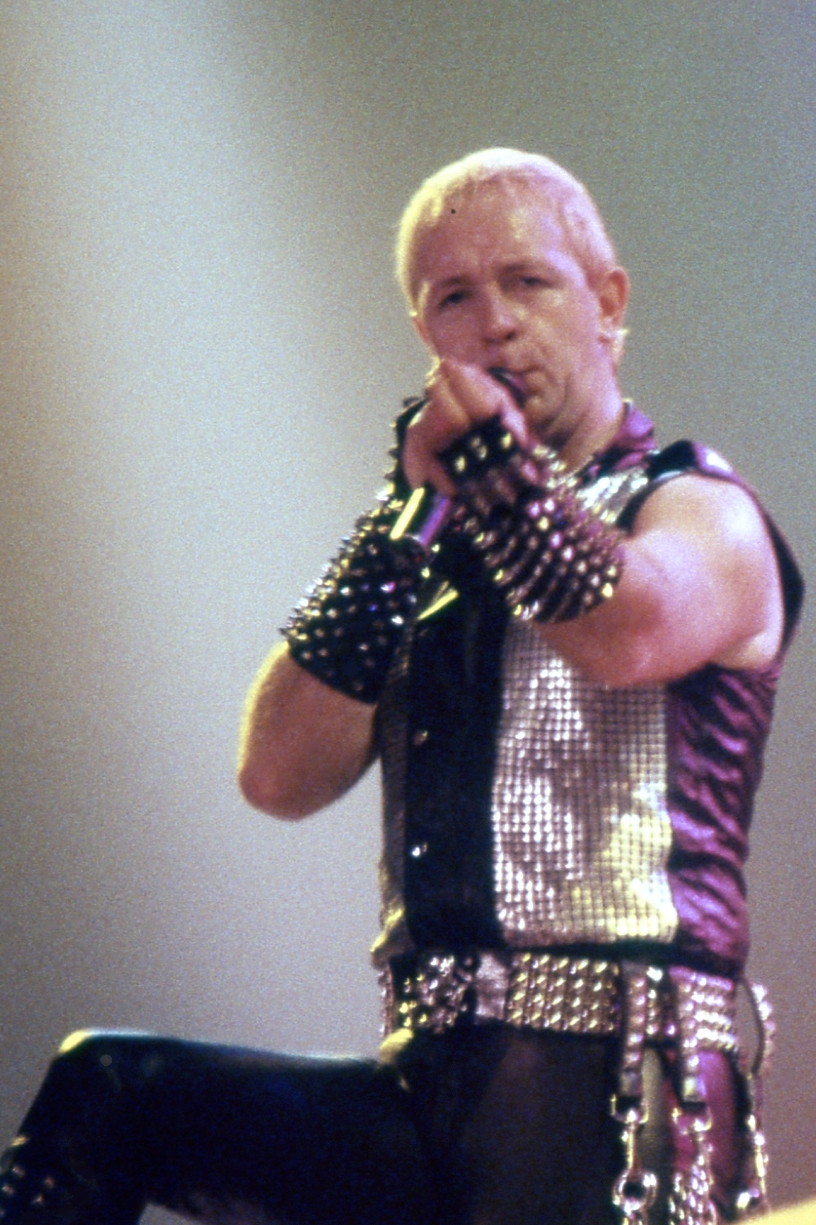
『背徳の掟』ツアー (1984年)

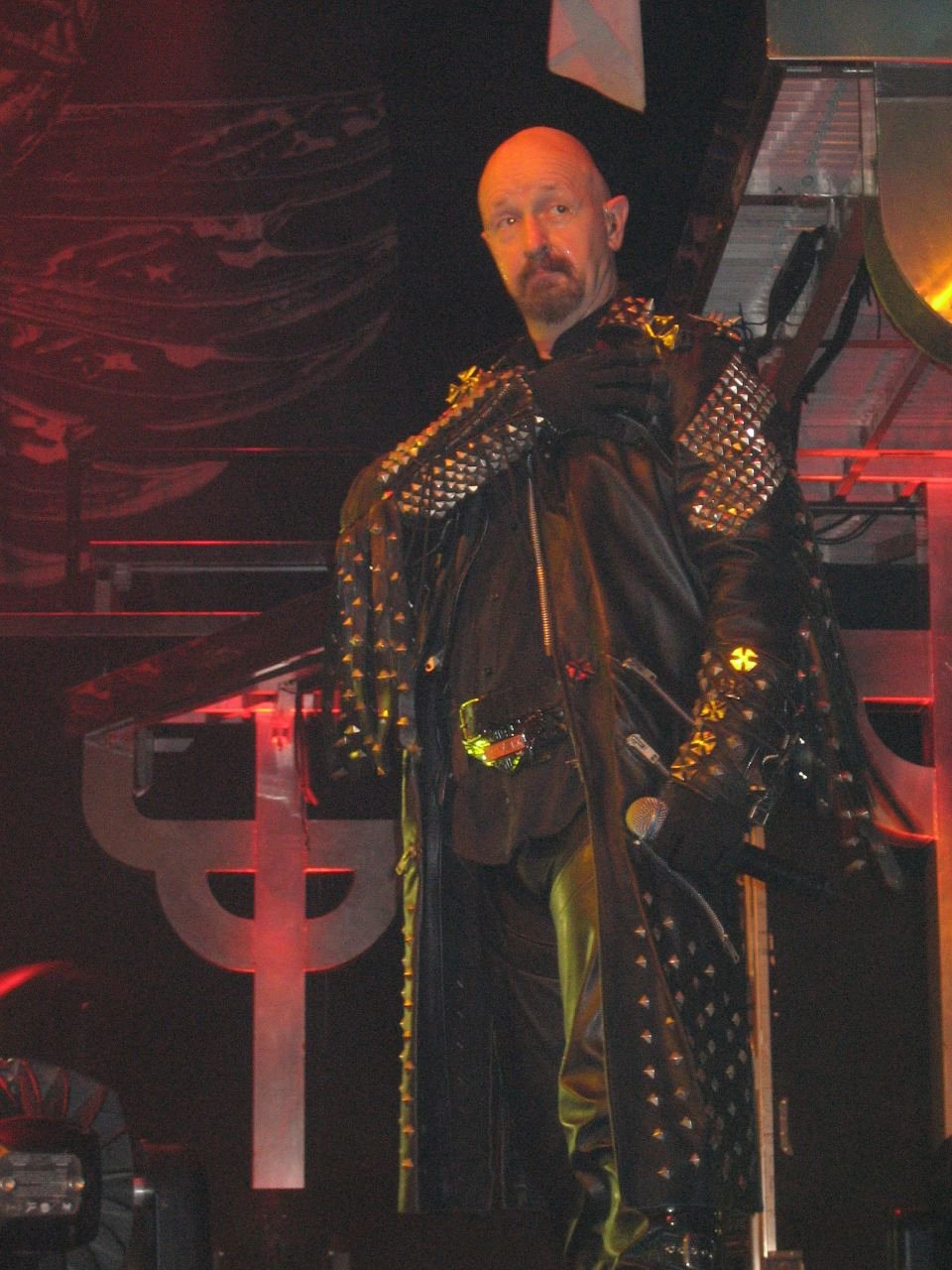
『Retribution 2005』ツアー (2005年)

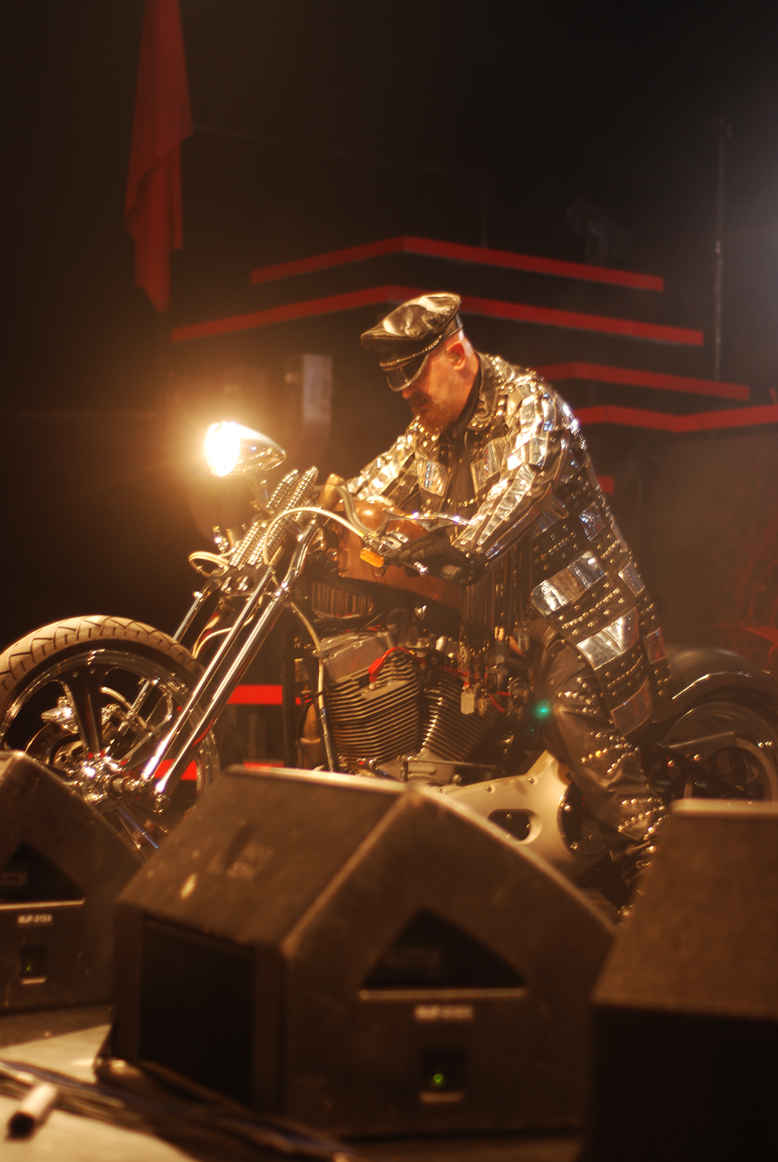
バイク・パフォーマンス (2005年3月)

1972年にアル・アトキンスの後任としてジューダス・プリーストに加入。結成メンバーのイアン・ヒル（ベース）のガールフレンドの兄だったことから声がかかったという。
1977年の「背信の門」製作時までは、バンドだけで生計を立てられず、ダブルワークで昼間は紳士服の店員をしていた。
1974年のデビュー作「ROCKA ROLLA」から1990年の「PAINKILLER」とそれに伴うツアーに至るまで、バンドの象徴的な存在として活躍した。その後、彼のソロプロジェクトを巡ってバンド内で意見が対立し、ロブはジューダス･プリーストを脱退する。
パンテラのメンバーと共演したり、ブラック・サバスのステージで代役ヴォーカルとして歌ったりしたのち、無名の若手を起用してファイト（FIGHT）を結成。1994年に「WAR OF WORDS」を発表し、プリーストとは違うモダンなスタイルを披露した。彼はステージでリズムギターを演奏する等、これまで見せなかったスタイルを披露するが、数枚のアルバムを残して解散している。
1997年にはTWOを結成。ナイン・インチ・ネイルズのトレント・レズナーによるプロデュースでインダストリアル作品の「Voyeurs」を発表するが、歌唱法から音楽性、さらにビジュアルに至るまでジューダス・プリーストでのキャリアを完全否定するような内容だった。またTWOでの活動中、共同製作者であったギタリスト、ジョン・5が彼に何も告げずマリリン・マンソンに引き抜かれた事も彼にとって大きな痛手となった。なお、1996年ごろにソロプロジェクトの延長としてHALFORD(後の同名バンドとは無関係)を結成していたが、数回のライヴのみで自然消滅。音楽性はジューダス・プリーストとは相当にかけ離れた、グランジなどに傾倒したものだったらしい。このバンドを母体にGIMPというバンドを結成したというニュースも流れたが、自然消滅しTWOが結成された。
これと前後して、ロブは自身がゲイであることをカミングアウトし、話題となった（本人は別に隠しているつもりはなかったが、誰も聞いてこなかっただけ、としている）。但しそれ以前にもフレディ・マーキュリーの死に際したコメントで間接的に認めるなど、既に周知の事実ではあった。カミングアウト以後、ヘヴィメタルコミュニティでゲイであることの偏見に悩むファン、カミングアウト出来ないでいたファンから感謝の手紙が多く寄せられたという。また人体改造にも関心があり、「Painkiller」の前後からタトゥーを施し始め、現在は全身に増殖している。
正統的ヘヴィメタルへの回帰を決意したロブは、2000年にハルフォード（HALFORD）名義で「RESURRECTION」を発表。現代的なサウンドに拘りながらもプリースト時代を彷彿とさせる充実の内容で、熱狂的に迎えられた。この頃、彼は「"TWO"での活動は俺のヘヴィメタルに対する愛を取り戻す為に必要なプロセスだったんだ」と発言をしている("Player"誌のインタビューによる)。年齢的にもどれだけステージ上でシャウト出来るか、それを考えれば、ファンのためにも精一杯メタルに献身するべきだと考えたからだという。
2002年にはプリーストのメンバーたちと和解を果たし、ロブ脱退後の活動に行き詰まりを感じていたバンド側と、ヘヴィメタルへの本格復帰を志向するロブの思惑が一致。ロブのプリースト復帰に向けて動き出す。
2003年、プリーストはロブの後任だったティム・オーウェンズの脱退とロブの復帰を発表。夏にはヘッドライナーとしてのツアーを成功させ、再び大規模な興行を行えるようになった。以後、再びジューダス・プリーストのフロントマンとして精力的に活躍中である。その一方で、"HALFORD"の活動も平行して行っている。HALFORDでの活動は、ジューダス・プリーストでは出来ない事、例えばモダン・ヘヴィネスにトライする等の「課外授業」的なものとなっており、それによって得られた楽曲のアイデア等をジューダス・プリーストを活性化させる為のファクターとして取り入れたりもしている。
ロブの復帰第一作となった"Angel of Retribution"は、かつて以上のパワーに満ち溢れた作品となっていた。2009年時点での最新作"NOSTRADAMUS"は、ノストラダムスをテーマとしたコンセプトアルバムである。
2019年10月、弟のナイジェル・ハルフォード、妹でイアン・ヒルの元妻のスー・ハルフォード、甥にあたるイアンの息子のアレックス・ヒルらと共にRob Halford with Family & Friends名義によるクリスマスアルバム『Celestial（邦題：メタル・クリスマス）』をリリース。
2020年9月に初となる自伝『CONFESS』を刊行。
2022年5月4日、ジューダス・プリーストが米Rock & Roll Hall of Fame Foundationのロックの殿堂にて、ミュージカル・エクセレンス賞を受賞。同年11月5日にロサンゼルスで行われた式典では、パフォーマー部門を受賞したドリー・パートンのパフォーマンスに参加し、サイモン・ル・ボン（デュラン・デュラン）やシェリル・クロウ、P!NKらと共演した。

## FIGHT
FIGHT（ファイト）は1992年、ジューダス・プリースト脱退後にロブが結成した、パンテラを彷彿させるグルーヴ・メタルバンドである。1993年『WAR OF WORDS』でデビュー。1995年に2ndアルバム『A SMALL DEADLY SPACE』の売り上げ不振が原因で活動休止した（事実上の解散）。

### メンバー
ロブ・ハルフォード（ヴォーカル）
ラス・パリッシュ（ギター）
ポール・ギルバートの弟子。脱退後、セッション・ミュージシャン、ソングライターとして活動。2009年にはスティール・パンサーのサッチェル名義でギタリストとしてデビューしている。また、元ドッケンのジェフ・ピルソンが中心となって作ったウォー・アンド・ピースにも参加していた。
ブライアン・ティルス（ギター）
マーク・チョウシー (ギター)
脱退したラスの後任。活動休止後、マリリン・マンソンに加入する。
ジェイ・ジェイ（ベース）
活動休止後、ミュージシャンを引退し、タトゥー・アーティストに転身。
スコット・トラヴィス（ドラム）
活動休止後、ジューダス・プリーストに復帰。ポール・ギルバートらと以前結成していたレーサーXの再結成にも参加。

## HALFORD

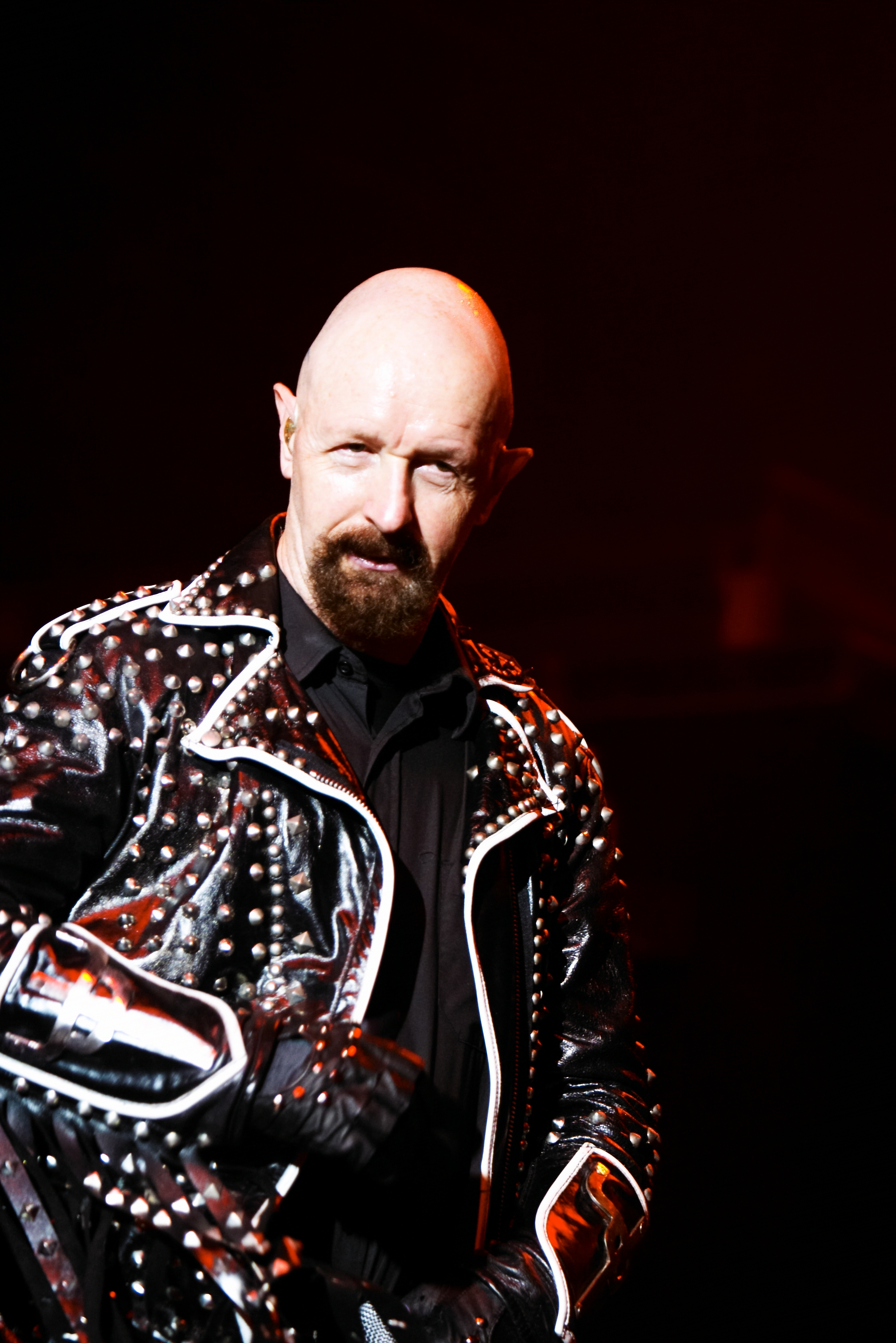
ロブ(Vo) (2004年)

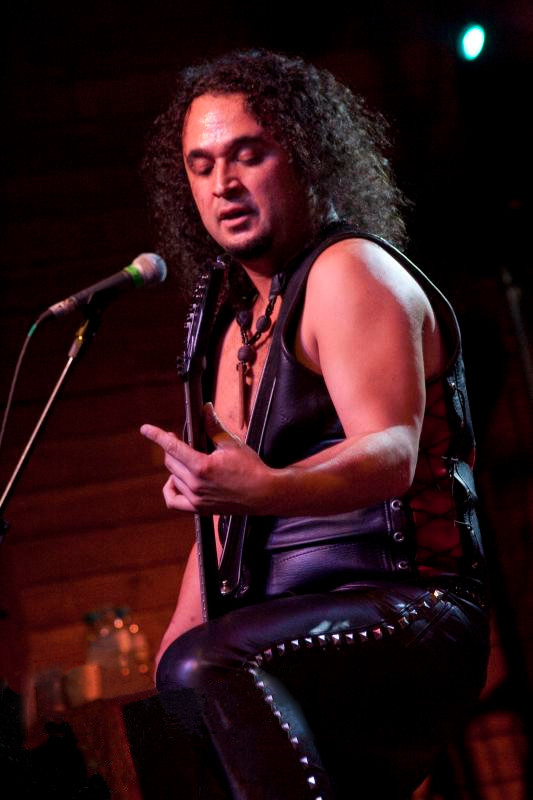
ロイ・Z(G) (2010年10月)

HALFORD（ハルフォード）はTWO解散の後にロブが結成した現代的な感覚のヘヴィメタルを取り入れた正統派ヘヴィメタルバンド。2000年『レザレクション』でデビュー。ロブのジューダス・プリースト復帰に伴い活動を休止したが、2006年にロブのソロ・プロジェクトとして活動を再開。

### メンバー
ロブ・ハルフォード（ヴォーカル）
マイク・クラシアク（ギター）
ボビー・ジャーゾンベク（ドラム）
RIOT、SPASTIC INK。
ロイ・Z（ギター）
トライブ・オブ・ジプシーズのギタリスト。プロデューサーとしてアルバムに関わり、ラックマンの脱退後のサポートを経て正式加入。
マイク・デービス（ベース）
2003年に加入。
パトリック・ラックマン（ギター）
2ndアルバム発表後の2002年に脱退。以後はダイムバッグ・ダレルらと結成したバンド『ダメージプラン』でヴォーカリストとして活動。
レイ・リーンド（ベース）
TWOでもベースを弾いていた。2002年に脱退。

## ディスコグラフィー
Judas Priest
- ロッカ・ローラ - Rocka Rolla（1974年）
- 運命の翼 - Sad Wings of Destiny（1976年）
- 背信の門 - Sin After Sin（1977年）
- ステンド・クラス - Stained Class（1978年）
- 殺人機械 - Killing Machine（1978年）
- イン・ジ・イースト - Unleashed in the East（1979年）※ライブ盤
- ブリティッシュ・スティール - British Steel（1980年）
- 黄金のスペクトル - Point of Entry（1981年）
- 復讐の叫び - Screaming for Vengeance（1982年）
- 背徳の掟 - Defenders of the Faith（1984年）
- ターボ - Turbo（1986年）
- プリースト…ライヴ! - Priest...Live!（1987年）※ライブ盤
- ラム・イット・ダウン - Ram It Down（1988年）
- ペインキラー - Painkiller（1990年）
- エンジェル・オブ・レトリビューション - Angel of Retribution（2005年）
- ノストラダムス - Nostradamus（2008年）
- ア・タッチ・オブ・イーヴル - A Touch of Evil: Live（2009年）※ライブ盤
- 贖罪の化身 - Redeemer of Souls（2014年）
- バトル・クライ～進撃の咆哮 - Battle Cry（2016年）※ライブ盤
- ファイアーパワー - Firepower（2018年）

Fight
- War of Words (1993)
- Mutations (1994)
- A Small Deadly Space (1995)
- K5 - The War of Words Demos (2007)
- Into the Pit -Box Set CD+DVD, Deluxe Edition- (2008)
- War of Words -Remixes & Remastered- (2010)
- A Small Deadly Space -Remixes & Remastered- (2010)
- Mutations -Remastered- (2010)

2wo
- Voyeurs (1997)

Halford
- Resurrection (2000)
- Live Insurrection (2001, Live)
- Crucible (2002)
- Silent Screams single (2006)
- Metal God Essentials, Vol. 1 (2007, Compilation)
- Resurrection -Remastered- (2009)
- Halford III - Winter Songs (2009)
- Crucible -Remixed & Remastered- (2010)
- Made of Metal (2010)
- Live in London -December 6, 2000- (2013)

Rob Halford with Family & Friends
- Celestial（2019）

ゲスト参加
- ドロ・ペッシュ - Conqueress - Forever Strong And Proud (2023)
  - ドロとハルフォードがデュエットした「Total Eclipse Of The Heart（愛のかげり）」（ボニー・タイラーのカバー）を収録[8]。

書籍
- CONFESS（Hachette Books 2020年9月29日）ISBN 978-1472269300
  - 日本語版は「ロブ・ハルフォード回想録 メタル・ゴッドの告白 ～Confess～ 欲深き司祭(プリースト)が鋼鉄神になるまで」として2021年4月30日にDU BOOKSより発売。解説は伊藤政則、翻訳は川村まゆみ。 ISBN 978-4866471396